# 卵苞金足草
卵苞金足草（学名：Strobilanthes ovatibracteata）为爵床科紫云菜属的植物，为中国的特有植物。分布在中国大陆的广西等地，生长于海拔350米的地区，多生长在林下，目前尚未由人工引种栽培。

## 种下等级
- Strobilanthes ovatibracteata H. S. Lo et D. Fang